# Eisenbahnneubaustrecken in Deutschland seit 1949

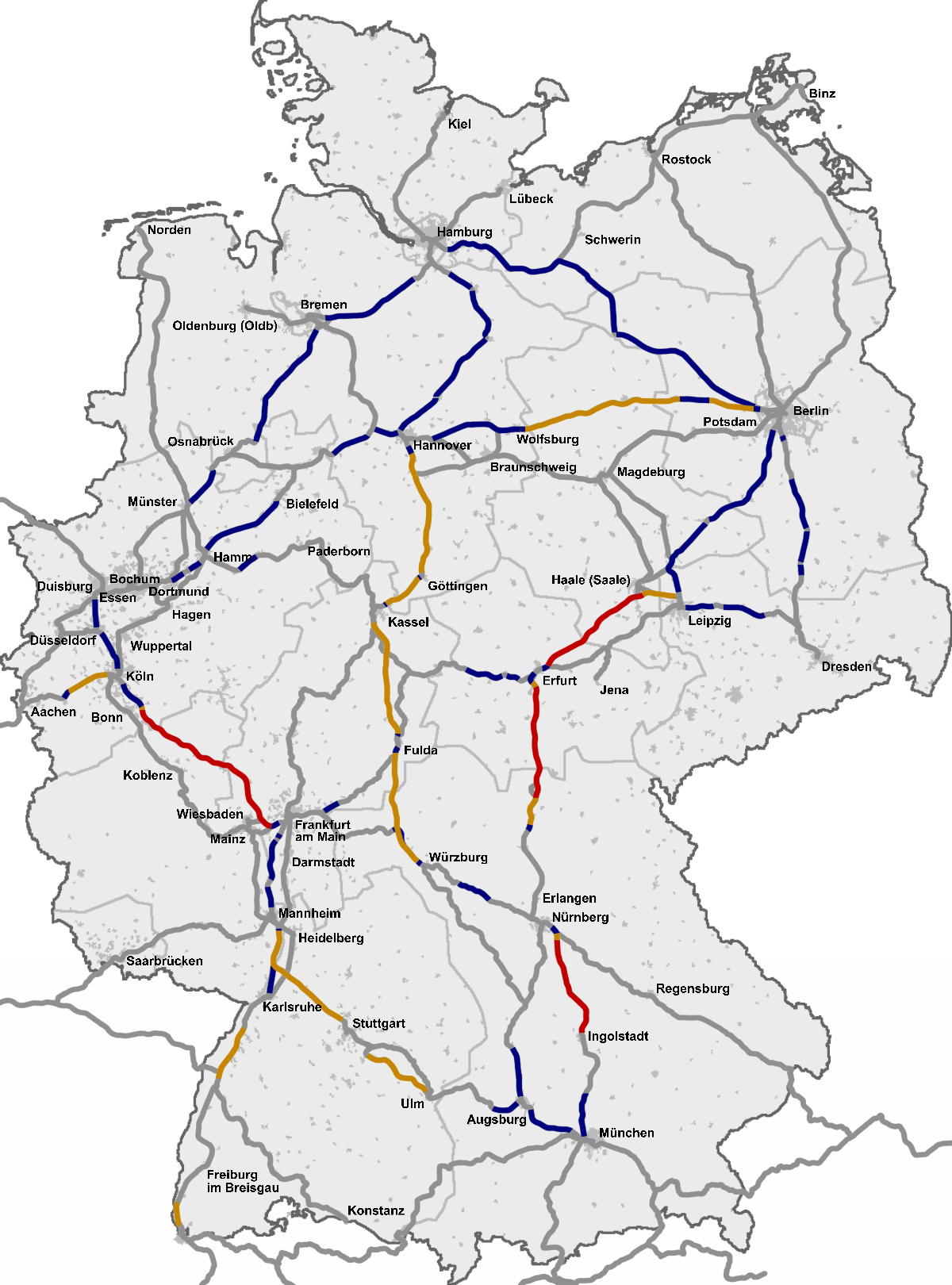
Schnellfahrstrecken in Deutschland
Neubaustrecken für 300 km/h
Neu- und Ausbaustrecken, 250/280 km/h
Ausbaustrecken, 200 bis 230 km/h
sonstige Strecken (Auswahl), max. 160 km/h

Ab 1949 entstanden in der Bundesrepublik Deutschland und in der Deutschen Demokratischen Republik mehrere Neubaustrecken. Dazu zählen unter anderem die Schnellfahrstrecken für den Hochgeschwindigkeitsverkehr, die ab 1973 gebaut wurden und der Entlastung und Kapazitätssteigerung des Eisenbahnnetzes dienen, sowie S-Bahn-Strecken zur Entlastung der Netze in den Ballungsräumen.

## Schnellfahrstrecken

### Hannover–Würzburg

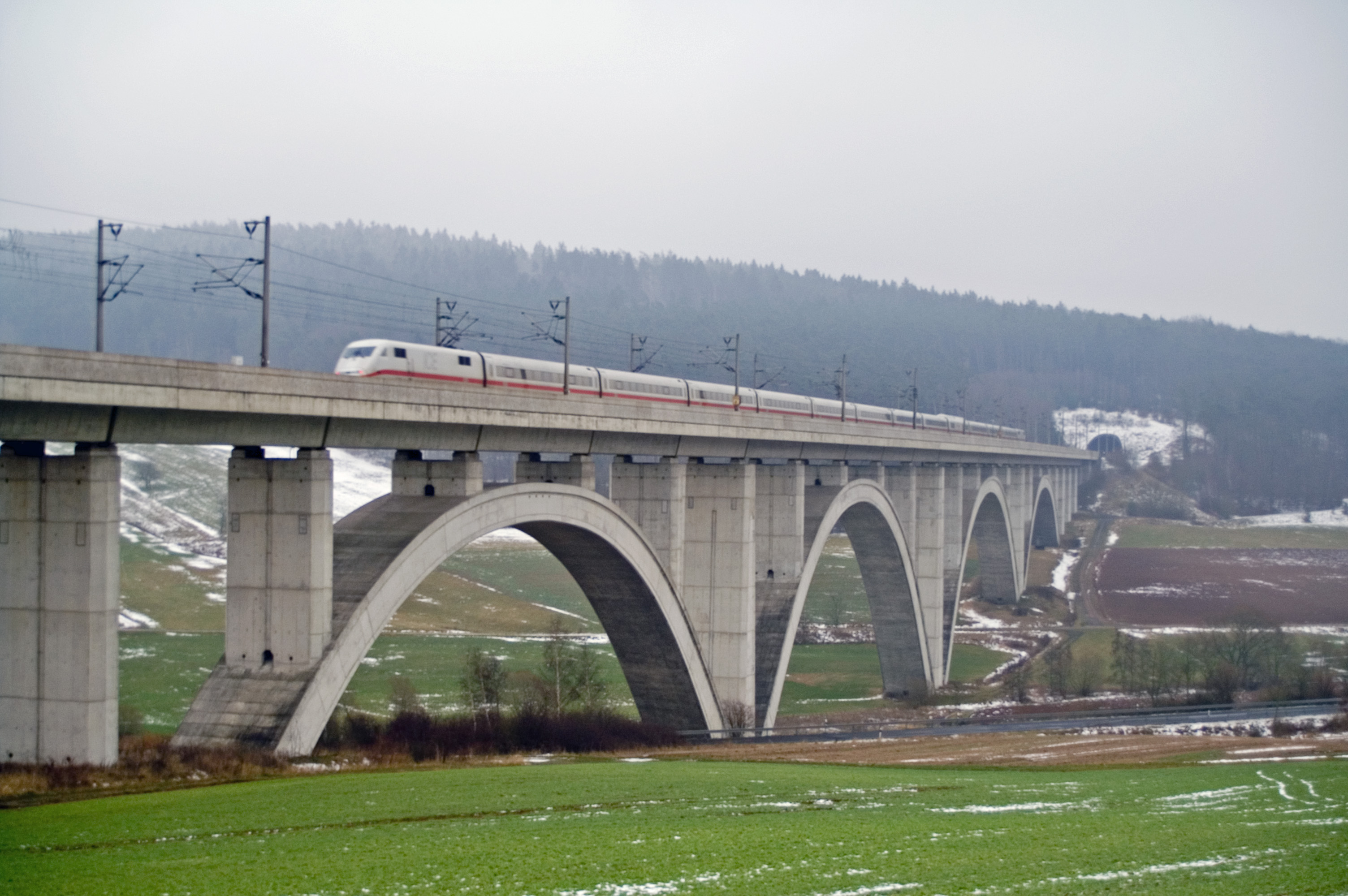
Ein ICE 1 auf der Wälsebachtalbrücke der NBS Hannover–Würzburg

Die 327 Kilometer lange Neubaustrecke wurde seit den 1970er Jahren geplant, ab 1973 gebaut und zwischen 1988 und 1991 abschnittsweise in Betrieb genommen. Zum Bau der 327 Kilometer langen Trasse, die durch 63 Tunnel und über 34 Brücken führt, wurden rund 40 Millionen DM pro km (20,5 Millionen Euro pro km) aufgewendet. Die Trasse gilt heute als Rückgrat des Nord-Süd-Bahnverkehrs in Deutschland. Auf dem für die Rekordfahrt speziell hergerichteten südlichen Abschnitt Würzburg–Fulda stellte der Versuchszug ICE-V im Rahmen der ICE-Weltrekordfahrt am 1. Mai 1988 mit einer Geschwindigkeit von 406,9 km/h einen Weltrekord für Schienenfahrzeuge auf.

### Mannheim–Stuttgart

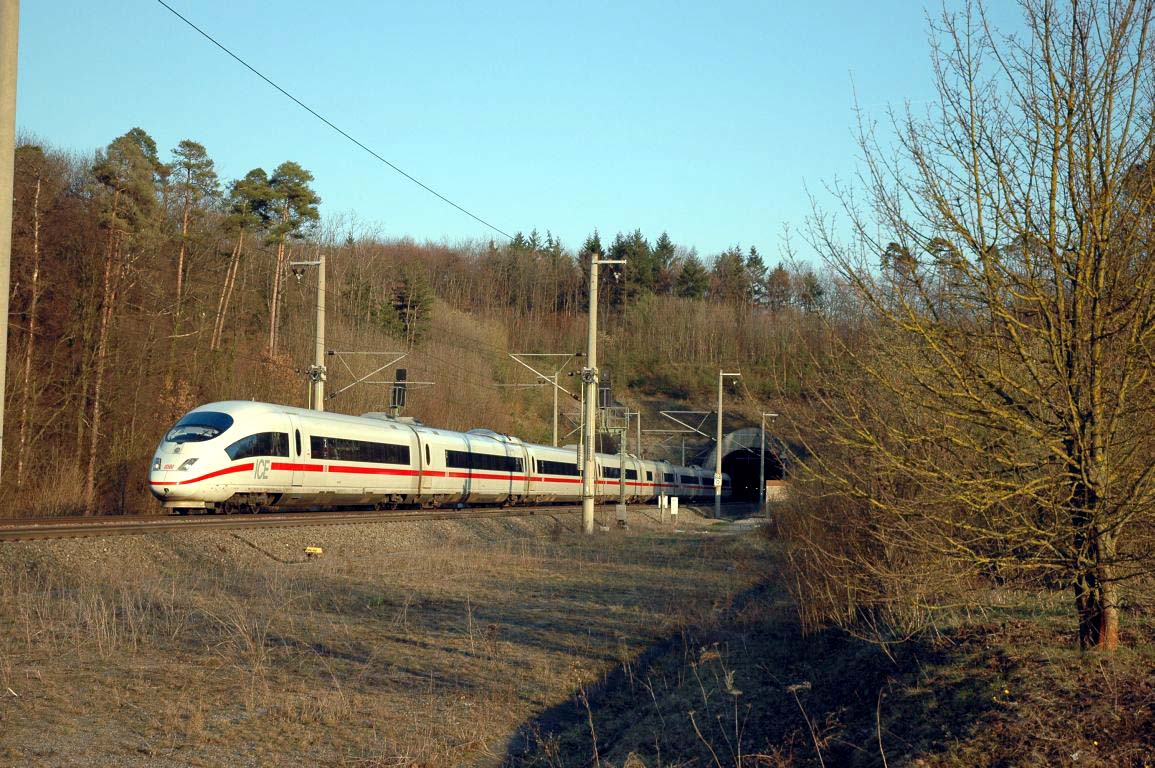
Ein ICE 3 auf der NBS Mannheim–Stuttgart am Pulverdinger Tunnel

Die 99 Kilometer lange Strecke ist abschnittsweise mit 280 km/h befahrbar. Die zum ICE-Start im Juni 1991 eröffnete Strecke umfasst zwölf Tunnel und sechs Talbrücken und wird neben dem ICE auch von InterCity-Zügen und teilweise vom Regionalverkehr genutzt. In der Nacht verkehren Güterzüge.

### Karlsruhe–Basel
Die hochbelastete Bahnstrecke Mannheim–Basel wird seit einigen Jahren auf 182 Kilometern Länge zum Teil viergleisig aus- und neugebaut, zum Teil in eine Ausbaustrecke und eine Güterzug-Neubaustrecke aufgetrennt. Der Abschnitt zwischen Rastatt und Offenburg wurde im Dezember 2004 eröffnet, die Terminfrage für den Rest ist offen. Das größte Einzelbauwerk der Strecke, der Katzenbergtunnel, wurde zum Fahrplanwechsel am 9. Dezember 2012 offiziell in Betrieb genommen. Streckenhöchstgeschwindigkeit ist auf den neu gebauten Gleisen abschnittsweise 250 km/h.

### Hannover–Berlin
In den 1980er Jahren dachte man im Verkehrsministerium auch über eine ICE-Anbindung von West-Berlin nach. Ergebnis der Planung, die bis zur Wende weitgehend abgeschlossen war, war eine Streckenführung durch dünn besiedeltes Gebiet. Auch wenn die Bauarbeiten an dieser Strecke erst Ende 1992 begannen, erfolgte keine Anbindung der beiden Landeshauptstädte Magdeburg und Potsdam nach der Wiedervereinigung an die Hochgeschwindigkeitsstrecke.
Von Hannover nach Wolfsburg wurde die Altstrecke für Geschwindigkeiten bis 200 km/h ausgebaut, von Wolfsburg nach Berlin kann auf dem 190 km langen Neubauabschnitt bis zu 250 km/h schnell gefahren werden. Wegen des flachen Profils konnte auf den Bau von Tunneln und Brücken nahezu vollständig verzichtet werden. Auf der Neubaustrecke wurde zum ersten Mal größtenteils die Feste Fahrbahn statt Schotter eingebaut (auf etwa 91 der 163 km). Die Strecke wurde im September 1998 eröffnet.

### Köln–Rhein/Main

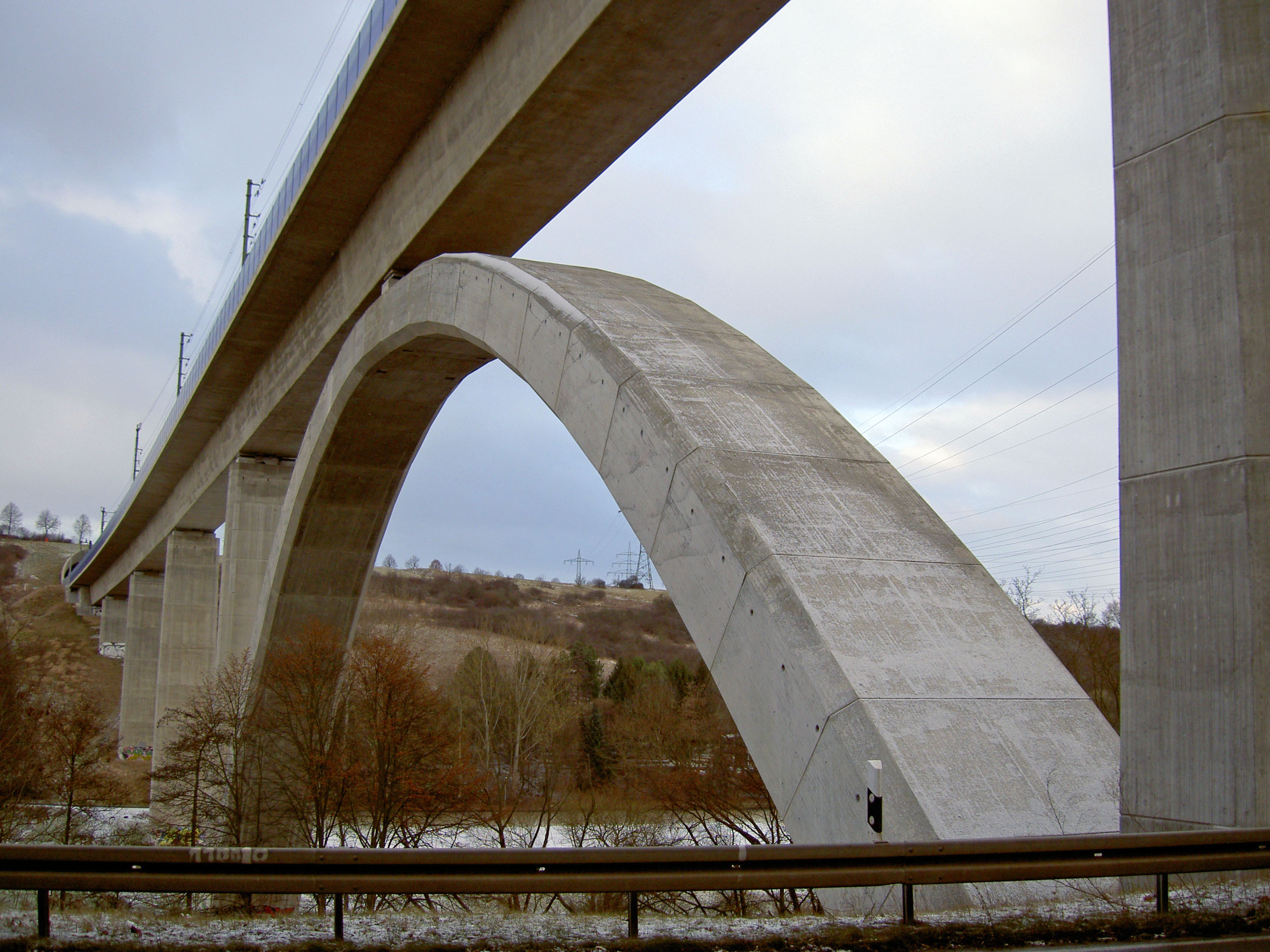
Brücke über die Lahn bei Limburg der NBS Köln–Rhein/Main

Diese Neubaustrecke wurde durch die Überlastung der linken und rechten Rheinstrecke notwendig. Seit ihrer Eröffnung 2002 verbindet die mit 177 Kilometern kürzere Strecke die Metropolen Köln und Frankfurt bei einer Reisezeit von einer Stunde und 13 Minuten miteinander. Die Strecke führt über den neuen Fernbahnhof Frankfurt Flughafen; über eine unterirdische Schleife ist der Flughafen Köln/Bonn angebunden, über einen Abzweig auch die Landeshauptstädte Wiesbaden und Mainz.
Zur Verkehrswegebündelung wurden diese und alle folgenden Neubaustrecken möglichst entlang bestehender Autobahnen trassiert. Um diesen möglichst weitgehend zu folgen, wurden engere Bogenradien mit größeren Überhöhungen erforderlich. Die in weiten Teilen neben der Autobahn 3 verlaufende Strecke umfasst 18 Brücken und 26 Tunnel. Auf dieser Strecke wurde erstmals in Deutschland planmäßig eine Geschwindigkeit von 300 km/h erreicht. Wegen der großen Steigungen von bis zu 40 Promille darf die Strecke nur von speziell zugelassenen Triebfahrzeugen befahren werden. Im Fahrgastbetrieb sind dies lediglich ICE 3 (Baureihen 403, 406–408) und ICE 4.

### Nürnberg–Ingolstadt

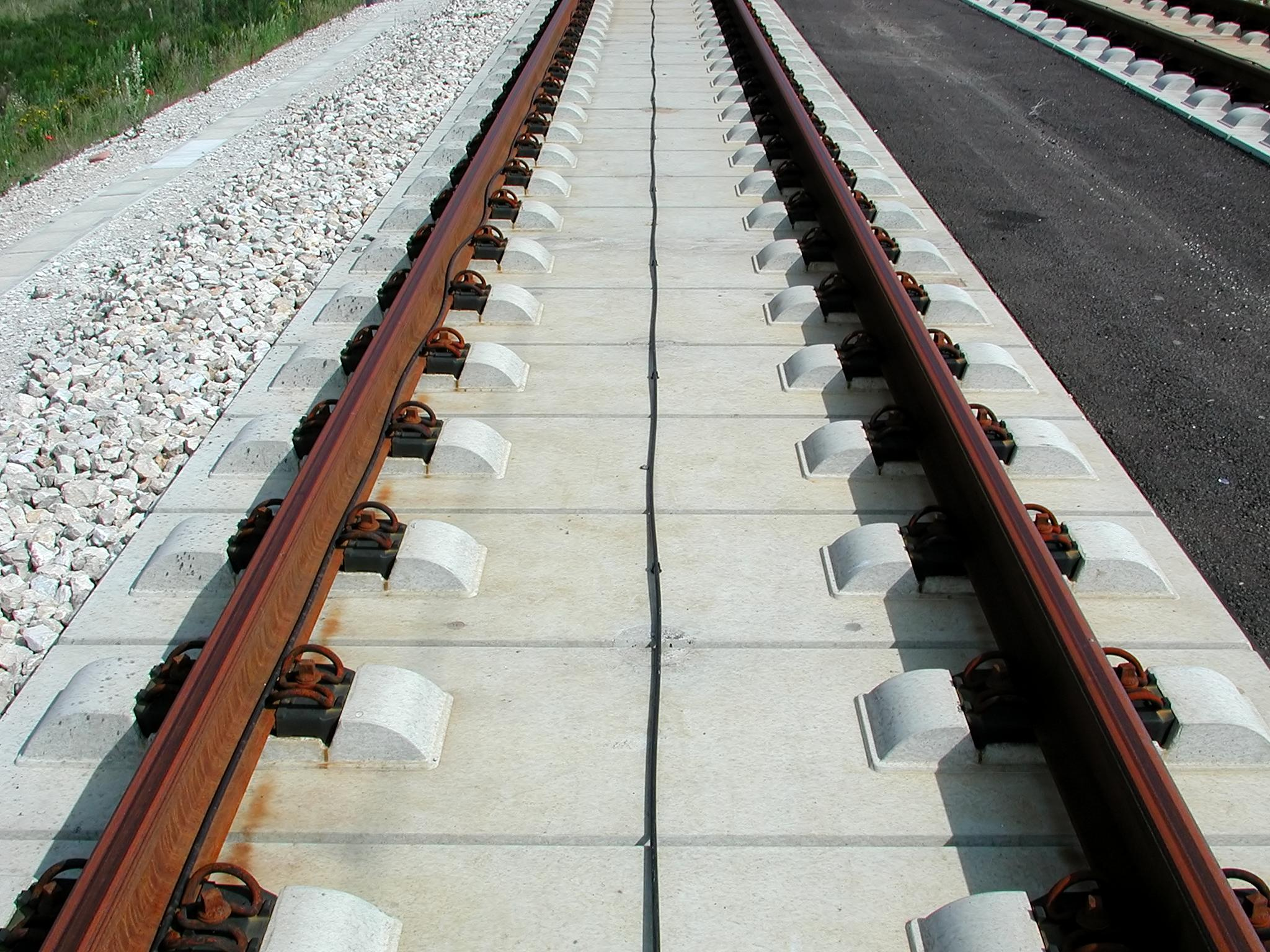
Feste Fahrbahn auf der NBS Nürnberg–Ingolstadt

Die 89 Kilometer lange Neubaustrecke Nürnberg–Ingolstadt bildet zusammen mit der Ausbaustrecke zwischen Ingolstadt und München die NBS/ABS Nürnberg–Ingolstadt–München und stellt die Verlängerung der Verbindung Berlin–Erfurt–Nürnberg dar. Der Bau der Strecke wurde 1998 begonnen. Seit dem Fahrplanwechsel am 10. Dezember 2006 fährt der Großteil der Fernzüge zwischen Nürnberg und München über die neue Strecke.
Die Fahrzeit zwischen Nürnberg und München reduzierte sich im Fernverkehr von rund 105 auf zunächst 80 Minuten, durch den Ausbau der Verbindung Ingolstadt–München konnte die Fahrzeit weiter gesenkt werden. Auf der Neubaustrecke, die zum größten Teil entlang der Bundesautobahn 9 verläuft, sind Geschwindigkeiten von bis zu 300 km/h möglich.

### Nürnberg–Leipzig

#### Abschnitt Erfurt–Leipzig/Halle
Als Teil des Verkehrsprojekts Deutsche Einheit Nr. 8 Nürnberg–Erfurt–Leipzig/Halle–Berlin wurde im April 1998 mit Bauarbeiten für die 123 km lange Neubaustrecke Erfurt–Leipzig/Halle begonnen. Im Dezember 2002 ging der Abschnitt von Leipzig bis zum Flughafen Leipzig/Halle in Betrieb, im Juni 2003 auch der Abschnitt vom Flughafen bis Gröbers. Damit konnte der Fernverkehr zwischen Leipzig und Halle (Saale) vollständig auf diesen 23 Kilometer langen Abschnitt verlegt werden (Gesamtkosten 370 Mio. Euro). Die komplette Strecke wurde im Dezember 2015 in Betrieb genommen. Die endgültige Einbindung in den Bahnhof Leipzig Hbf, mit der die Ein- und Ausfahrgeschwindigkeiten von 40 auf 80 km/h gesteigert werden konnten, erfolgte in den Jahren 2016 und 2017.

#### Abschnitt Nürnberg–Erfurt

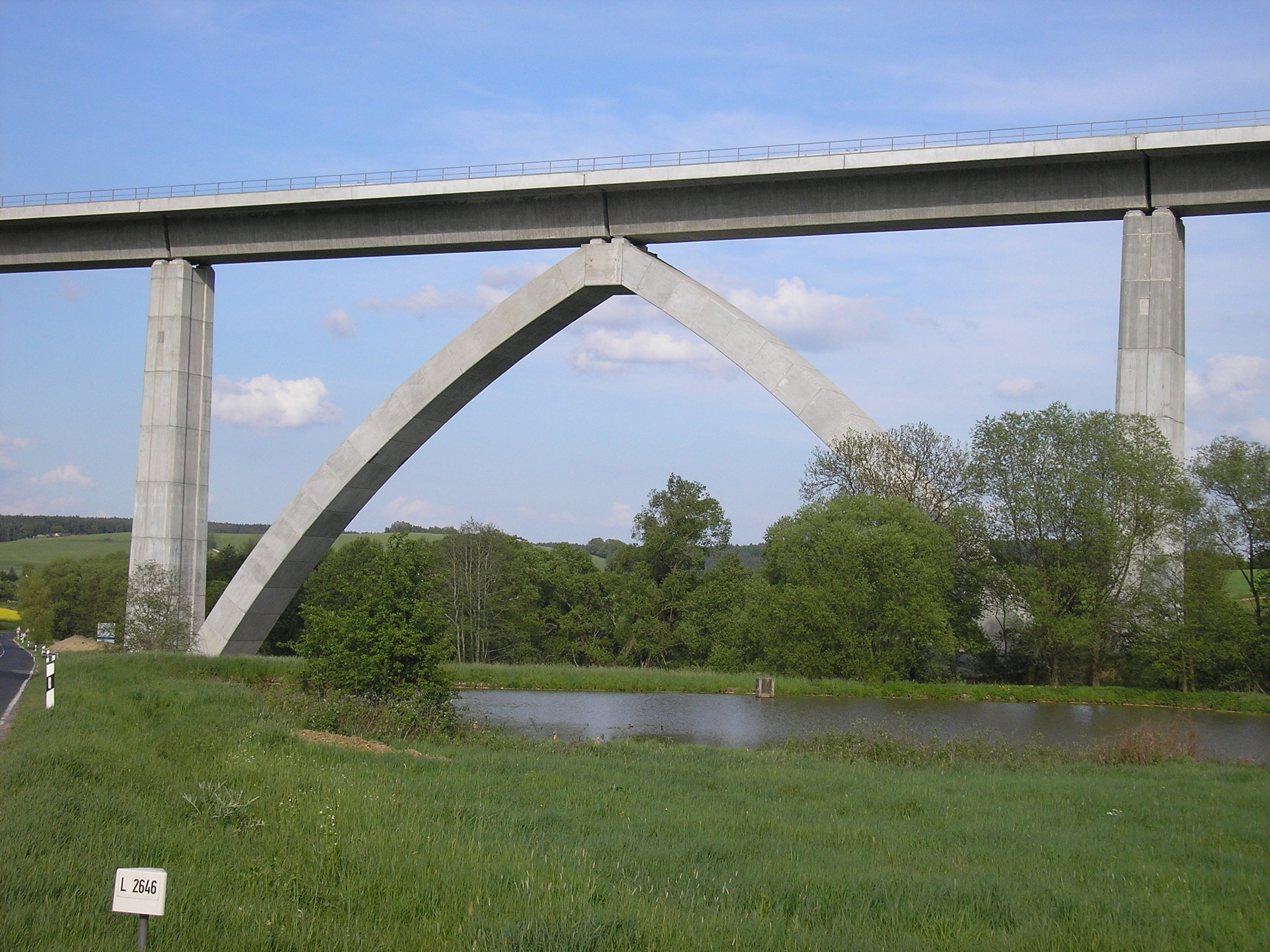
Wümbachtalbrücke der NBS Ebensfeld–Erfurt

Als Teil des Verkehrsprojekts Deutsche Einheit Nr. 8 Nürnberg–Erfurt–Leipzig/Halle–Berlin wurde im April 1996 mit Bauarbeiten für die 107 km lange Neubaustrecke Ebensfeld–Erfurt begonnen. Auf dem Abschnitt Eltersdorf–Ebensfeld wird bzw. wurde die Strecke parallel zu den Bestandsstrecken Nürnberg–Bamberg und Bamberg–Hof errichtet. Der 1999 verhängte Baustopp wurde im Jahr 2002 wieder aufgehoben, danach allerdings im Wesentlichen nur Bauarbeiten zur Wahrung des Baurechts durchgeführt. Gegen Ende 2006 wurden neue Mittel bereitgestellt und der Scheiteltunnel angeschlagen. Im Jahr 2017 wurde die Strecke zwischen Eltersdorf und Baiersdorf sowie zwischen Breitengüßbach und Erfurt in Betrieb genommen. Weitere Abschnitte der Strecke wurden in den darauffolgenden Jahren eröffnet, ein Teil der Strecke ist noch in Bau oder in Planung.

### Stuttgart–Wendlingen–Ulm
Die beiden ineinander übergehenden Strecken sind als Teil der Neu- und Ausbaustrecke Stuttgart–Augsburg zur Überquerung der Schwäbischen Alb mit Geschwindigkeiten von bis zu 250 km/h seit 2012 im Bau. Sie verlaufen weitgehend parallel zur Bundesautobahn 8. Die Neubaustrecke Wendlingen–Ulm wurde am 11. Dezember 2022 in Betrieb genommen.

## S-Bahn-Neubaustrecken
In den 1970er Jahren entstanden neue unterirdische S-Bahn-Strecken in Frankfurt am Main, Hamburg, München und Stuttgart, die eine direkte Fahrtmöglichkeit ins jeweilige Stadtzentrum ermöglichten. Oftmals wurde hierbei ein historischer Kopfbahnhof wenigstens teilweise zum Durchgangsbahnhof erweitert bzw. umgebaut. Der Berliner Nord-Süd-Tunnel, der 1939 eröffnet wurde, diente als Vorbild für die neuen S-Bahn-Tunnelstrecken.
- 1972 wurde der Flughafen Frankfurt Main durch den Bau der Flughafenschleife an das deutsche Eisenbahnnetz angeschlossen.
- Die S-Bahn München nahm 1972 mit der Eröffnung der unterirdischen Stammstrecke ihren Betrieb auf.
- Die Bahnstrecke Niederhöchstadt–Bad Soden (Limesbahn) im Raum Frankfurt wurde 1972 eröffnet und wird heute von der S-Bahn Rhein-Main genutzt.
- Die S-Bahn Hamburg wurde 1907 als rein oberirdisches System eingerichtet. 1975 wurde die erste unterirdische Neubaustrecke zwischen Hauptbahnhof und Landungsbrücken eröffnet. 1979 wurde diese Strecke bis Hamburg-Altona verlängert. 1983/84 entstand auch in Harburg eine unterirdische Neubaustrecke zur besseren Erschließung der Harburger Innenstadt.
- Die Bahnstrecke Köln Hbf–Köln-Worringen verläuft zwischen Köln-Longerich und Köln-Worringen auf einer Neubaustrecke überwiegend im Tunnel. Der Abschnitt Longerich–Chorweiler Nord wurde 1977 eröffnet, der Abschnitt Chorweiler Nord–Worringen 1985.
- Die Strecke Leipzig-Plagwitz–Miltitzer Allee zur Erschließung des Neubaugebietes Leipzig-Grünau wurde seit etwa 1975 gebaut, sie ging mit dem fortschreitenden Wohnungsbau in vier Abschnitten zwischen September 1977 und Dezember 1983 in Betrieb.
- Der City-Tunnel Frankfurt wurde 1978 auf dem Abschnitt Hauptbahnhof–Hauptwache eröffnet. Das bedeutete den Betriebsbeginn der S-Bahn Rhein-Main. Diese Tunnelstrecke wurde 1983 zur Konstablerwache und 1990 zum Südbahnhof verlängert.
- Die S-Bahn Stuttgart verkehrt seit 1978 auf der unterirdischen Verbindungsbahn, einer Neubaustrecke zwischen Hauptbahnhof und Schwabstraße. Diese Tunnelstrecke wurde 1985 bis zur Universität verlängert.
- 1979 wurde zur Entlastung der Strecke Halle–Hann. Münden im Süden von Halle die eingleisige S-Bahn-Strecke Abzw Halle Wörmlitz – Abzw Halle Südstadt Sa mit den zwei Zugangsstellen Silberhöhe und Halle-Südstadt in Betrieb. Halle-Südstadt ist ein Kreuzungsbahnhof, die Verlängerung dieser Kreuzungsmöglichkeit bis Silberhöhe wurde nur vorbereitet.
- Zwischen Bochum und Dortmund ging 1984 eine Neubaustrecke zur Erschließung der Universität Dortmund in Betrieb, die teilweise auf der Trasse ehemaliger Zechenbahnen verkehrt.
- München: Der Streckenabschnitt Ismaning–Flughafen (1992) und die Neufahrner Spange (1998) zum Flughafen (mit Tunnelstrecke unter dem Flughafen)
- Die Bahnstrecke Langenhagen Pferdemarkt–Hannover Flughafen wurde im Mai 2000 zur EXPO 2000 eröffnet. Im übrigen Netz der S-Bahn Hannover werden bestehende Strecken genutzt oder es wurden Strecken parallel zu Bestandsstrecken gebaut.
- Seit 2001 ist der Dresdner Flughafen in die S-Bahn Dresden eingebunden. Für die Anbindung wurde eine vom Bahnhof Dresden-Klotzsche ausgehende Strecke verlängert. Die Bahnstrecke Dresden-Klotzsche–Dresden Flughafen taucht kurz vor dem Flughafen in einen Tunnel ab und endet in einem zweigleisigen Tunnelbahnhof.
- Seit dem 12. Dezember 2008 wird der Flughafen Hamburg durch die Flughafen-S-Bahn Hamburg (Hamburg-Ohlsdorf–Hamburg Airport) an die S-Bahn Hamburg angeschlossen. Für die Anbindung wurden kurz hinter dem Bahnhof Ohlsdorf zwei Tunnelröhren gebaut, die kurz vor dem Flughafen in ein Gleiskreuzungsbauwerk münden, an welches sich wiederum der Tunnelbahnhof anschließt. Die Reisezeit von Hamburg Hauptbahnhof zum Flughafen Hamburg beträgt 23 Minuten.
- Die S-Bahn Mitteldeutschland ging im Dezember 2013 mit einem gegenüber der Vorläufer-S-Bahn Leipzig-Halle völlig neuen Netz in Betrieb. Es gibt in diesem Netz zwei Tunnelstrecken. Eine davon, der City-Tunnel Leipzig, quert die komplette Leipziger Innenstadt und enthält vier Tunnelstationen sowie eine Station im Einschnitt vor dem Südportal. Des Weiteren befährt die S-Bahn in Halle den bereits 1969 in Betrieb genommenen S-Bahn-Tunnel Halle-Neustadt – eine kurze Tunnelstrecke mit einer Station im Zentrum des gleichnamigen Stadtteils.

## Sonstige Neubaustrecken
- Bahnstrecke Węgliniec–Roßlau: Neutrassierung im Bereich des Tagebaus Lohsa (1962)
- Für die Eröffnung der Vogelfluglinie wurde 1963 eine kurze Neubaustrecke von Großenbrode nach Puttgarden mit der Fehmarnsundbrücke gebaut.
- Wiederaufbau der 1945 als Reparationsleistung abgebauten Bahnstrecke Neustrelitz–Rostock mit weitgehender Neutrassierung (Anfang der 1960er Jahre)
- Abzweigstelle Borchtitz–Sassnitz Fährhafen: Verlegung des Fährbetriebs von Sassnitz in den neuen Fährhafen Mukran
- Bahnstrecke Ilsenburg–Vienenburg, zwischen Stapelburg und der Landesgrenze zwischen Niedersachsen und Sachsen-Anhalt auf neuer Trasse (Juni 1996)
- Neutrassierung der Bahnstrecke Paderborn–Warburg und Bau des Eggetunnels (1997)
- Cottbus–Peitz Ost: Zweigleisiger Neubau der Hauptstrecke nach Frankfurt/Oder im Zuge der Inanspruchnahme der alten Strecke durch den Braunkohlentagebau, Inbetriebnahme 2003
- Nord-Süd-Fernbahn: Alle Kopfbahnhöfe des Berliner Fernverkehrs gingen nach dem Zweiten Weltkrieg, teilweise schon vorher, außer Betrieb. Züge aus dem Norden oder Süden mussten große Umwege nehmen, um zu den Bahnhöfen (Charlottenburg, Zoologischer Garten, Friedrichstraße, Alexanderplatz und Ostbahnhof) der Stadtbahn zu gelangen. Diese West-Ost-Verbindung konnte weder den Verkehr während der deutschen Teilung noch den nach der Wiedervereinigung zu erwartenden aufnehmen. Ersatzweise mussten schon seit den 1950er Jahren die Bahnhöfe Berlin-Schöneweide und Berlin-Lichtenberg Fernverkehrsaufgaben übernehmen, doch diese weit außerhalb des Stadtzentrums liegenden Bahnhöfe waren dafür nach der Vereinigung der beiden Teile der Stadt noch ungeeigneter, zumal die Umwege bestehengeblieben wären. 1992 wurde der Bau einer neuen Nord-Süd-Strecke mit dem viergleisigen, 2,7 Kilometer langen Tunnel Nord-Süd-Fernbahn und dem neuen Hauptbahnhof auf dem Gelände des zerstörten Lehrter Bahnhofs neben dem denkmalgeschützten, nun abgerissenen Lehrter Stadtbahnhof (S-Bahn) beschlossen. Mit dem Eisenbahntunnel unter dem Tiergarten wurde auch ein neuer Regionalbahnhof neben dem S-Bahnhof Berlin Potsdamer Platz gebaut. Die S-Bahn-Kreuzungsbahnhöfe Gesundbrunnen und Südkreuz (ehemals Papestraße) erhielten zusätzlich Fernbahnsteige. Tunnel und Bahnhöfe wurden zur Fußball-Weltmeisterschaft 2006 eröffnet.
- Bahnstrecke Nördlingen–Dombühl: Am 8. Dezember 2006 wurde eine 1,6 Kilometer lange Neubaustrecke zwischen dem Bahnübergang bei Knittelsbach und Wilburgstetten in Betrieb genommen, wodurch der Zugverkehr an der Ostseite des neuen Sägewerkgeländes vorbeigeführt wird. In viermonatiger Bauzeit wurde diese erste Nebenbahn-Neubaustrecke nach dem Zweiten Weltkrieg in Bayern mit einem Kostenvolumen von 1,5 Millionen Euro für die reine Gleisanlage gebaut. Diesen Betrag übernahm das Holzunternehmen, das diese neue Strecke für seine Gütertransporte nutzt und nunmehr sein Betriebsgelände erweitern kann.
- Bahnstrecke Quedlinburg–Gernrode: Auf der normalspurigen Bahnstrecke Quedlinburg–Gernrode–Ballenstedt–Frose endete nach einem Stellwerksbrand in Ballenstedt der Zugverkehr bereits in Gernrode. Daraufhin sah sich die Deutsche Bahn AG nicht mehr in der Lage, die Strecke wirtschaftlich zu betreiben, und es kam zu einem Stilllegungsverfahren sowie der Stilllegung des Abschnitts Gernrode–Frose. Die Harzer Schmalspurbahnen übernahmen den Abschnitt Quedlinburg–Gernrode und begannen am 18. April 2005 im Bahnhof Gernrode mit dem Bau der rund 8,5 Kilometer langen Verlängerung der Selketalbahn bis nach Quedlinburg durch den Umbau der Strecke auf 1000 mm Spurweite. Die am 17. Februar 2006 von der Eisenbahnaufsichtsbehörde Sachsen-Anhalts freigegebene Strecke wurde am 4. März mit einer Festveranstaltung und mit Sonderzügen eröffnet. Da zu Beginn des Sommerfahrplans am 29. April 2006 noch verschiedene Arbeiten auszuführen waren, fuhren zunächst nur mehrere Sonderzüge. Der reguläre Reisezugverkehr wurde am 26. Juni 2006 aufgenommen. Seither verkehren täglich sechs[4] Züge zwischen Gernrode und Quedlinburg, wobei zwei mit Dampfbespannung fahren.
- Verbindungskurve Eschweiler-Weisweiler–Langerwehe: Die eingleisige und nicht elektrifizierte Nebenbahnstrecke mit einer Länge von 2,5 Kilometern wurde Mitte Juni 2009 in Betrieb genommen.
- Wolgast Hafen–Wolgaster Fähre: Verbindung zwischen den Bahnstrecken Züssow–Wolgast Hafen und Heringsdorf–Wolgaster Fähre über die Peenebrücke Wolgast und somit Anschluss der Usedomer Bäderbahn ans Festland
- Neutrassierung der Spessart-Rampe Würzburg–Aschaffenburg (2013–2017)

### Verbindungskurven, Güterumgehungsbahnen und Ähnliches

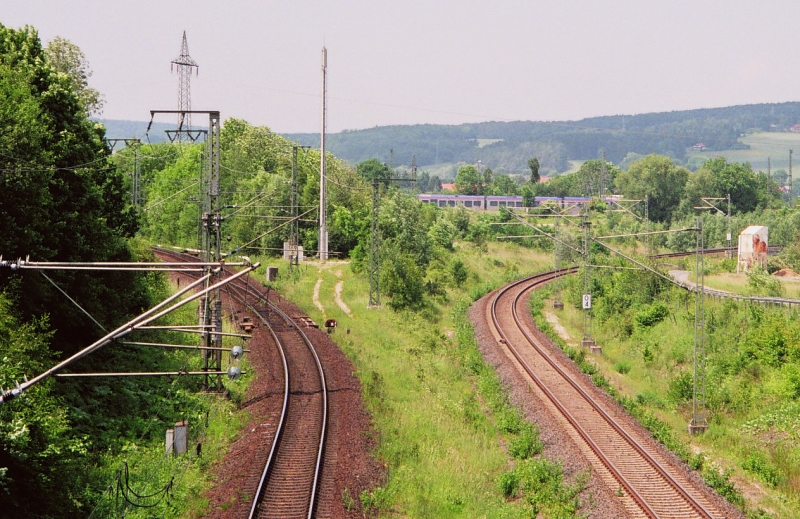
Eichenberger Kurve. Von Halle–Arenshausen aus geht es rechts nach Friedland–Göttingen und links nach Eichenberg–Kassel. Im Hintergrund ein Cantus-Triebwagen von Göttingen nach Fulda.

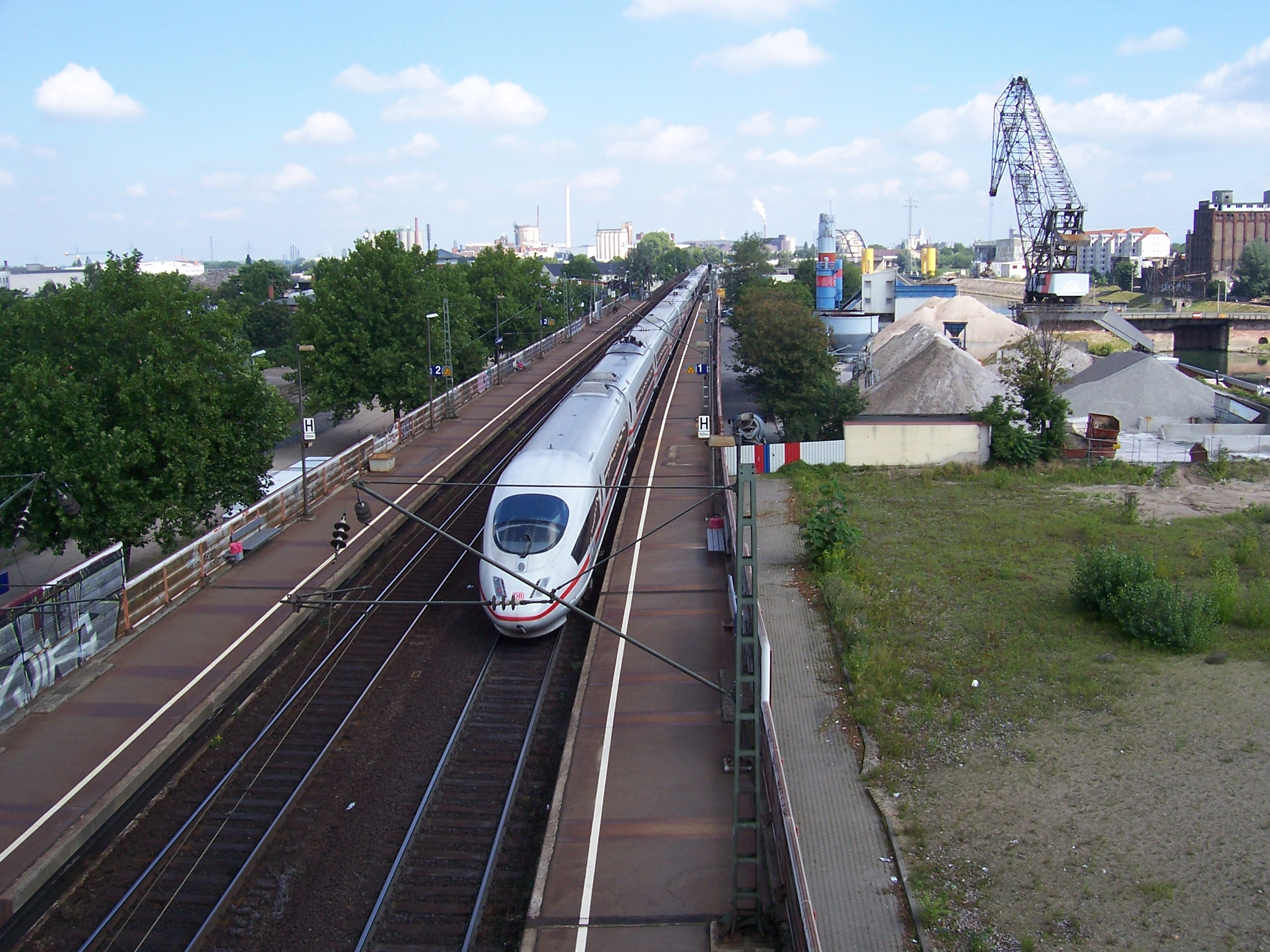
Westliche Einführung der Riedbahn in Mannheim

- Drütte–Salzgitter-Bad: Neubau von 13,6 km Güterbahn v. a. für den Transport von Flüssigmetallen (1956)
- Berliner Außenring zur Umfahrung Westberlins, mit Verbindungskurven zu allen auf Berlin zulaufenden Strecken (1951–1961)
- Neubaustrecke Jesteburg–Maschen zur Anbindung des Rangierbahnhofs Maschen aus Richtung Bremen (1972)
- Direkte Spange von Bochum Hbf auf die Strecke nach Bochum-Riemke (1979)
- Bahnstrecke Halberstadt–Blankenburg: Bau einer Verbindungskurve in Halberstadt zwischen den Abzweigstellen Halberstadt Ost und Harsleben zur direkten Verbindung mit der Bahnstrecke Halberstadt–Halle in Richtung Aschersleben im Zug des Ausbaues der Rübelandbahn in den 1960er Jahren. Ziel war die Entlastung des Güterbahnhofs Halberstadt auf Grund des bis dahin dort erforderlichen Fahrtrichtungswechsels. Im selben Zusammenhang entstand auch die Verbindung Blankenburg–Blankenburg Nord zur Umgehung des Kopfbahnhofes Blankenburg (Harz) für Güterzüge.
- Eichenberger Kurve: Verbindung der Strecken aus Thüringen (Bahnstrecke Halle–Hann. Münden) und aus Göttingen (Bahnstrecke Göttingen–Bebra) vor dem Bahnhof Bahnhof Eichenberg (1998)
- Westliche Einführung der Riedbahn (WER): Neue Verbindung von Mannheim-Waldhof durch das Hafengebiet zum Mannheimer Hauptbahnhof, damit das Kopfmachen der Züge entfällt (1985)
- Neutrassierung der Strecke Witten–Dortmund (1988)
- Riffelriß–Zugspitzplatt: Einrichtung einer neuen Bergstation an der Bayerischen Zugspitzbahn (1990)
- Hildesheimer Schleife, eingleisige Verbindungskurve zwischen der Neubaustrecke Hannover–Würzburg und der Bahnstrecke Lehrte–Nordstemmen zur Anbindung Hildesheims (1991)
- Nantenbacher Kurve, Anbindung der Main-Spessart-Bahn an die Neubaustrecke Hannover–Würzburg (1994)
- Weddeler Schleife, Anschluss von Braunschweig an die Schnellfahrstrecke Hannover–Berlin (1998)
- Schlömener Kurve: Umfahrung des Bahnhofs Neuenmarkt-Wirsberg zwischen Bayreuth und Hof zur Verbindung der Strecken aus Hof (Bamberg–Hof) und aus Bayreuth, die beide aus östlicher Richtung in den Bahnhof Neuenmarkt-Wirsberg einmünden. Gebaut, um die Intercity-Verbindung Nürnberg–Hof–Chemnitz–Dresden von der Hauptstrecke Nürnberg–Marktredwitz–Hof auf die Strecke Nürnberg–Bayreuth–Neuenmarkt-Wirsberg–Hof verlagern zu können, wofür vor dem Bau der Schlömener Kurve Kopfmachen in Neuenmarkt-Wirsberg notwendig gewesen wäre. Durch diese Verlagerung wurde Bayreuth in die Franken-Sachsen-Magistrale eingebunden (2001). Die ICE-Linie wurde allerdings nach kurzer Zeit wieder eingestellt. (2001)
- Rosenheimer Kurve: Umfahrung des Bahnhofs Rosenheim auf der „Korridorstrecke“ zwischen Salzburg und Innsbruck (1982). Dadurch müssen diese Züge des innerösterreichischen Verkehrs bei ihrer Durchquerung von deutschem Gebiet in Rosenheim nicht mehr Kopf machen.
- Umfahrung Schifferstadt (Bahnstrecke Mannheim–Saarbrücken): Bau einer 9 km langen Direktverbindung von Neustadt nach Limburgerhof an Schifferstadt vorbei. Die Strecke kostete 140 Mio. Euro und wurde 2003 eröffnet. Sie ist Voraussetzung für die Schnellverbindung Paris–Saarbrücken–Mannheim und entlastete die alte Strecke, welche durch die gleichzeitig eröffnete S-Bahn RheinNeckar genutzt wird.
- Wemmetsweiler Kurve: Bau einer Gleisverbindung innerhalb des Bahnhofs Wemmetsweiler zwischen der Fischbachtalbahn und der Primstalbahn für Züge der Relation Saarbrücken–Lebach und teilweise Elektrifizierung bis Illingen (Saar) für Züge in Richtung Neunkirchen (Saar), um das Kopf machen in Wemmetsweiler zu vermeiden. Sie ging 2004 in Betrieb. Infolgedessen wurden die ursprünglichen Bahnsteiganlagen in Wemmetsweiler stillgelegt und ein neuer Bahnsteig weiter in Richtung Ortsmitte errichtet.
- Nordkurve Eschwege West: Verbindung zwischen dem reaktivierten Reststück der Bahnstrecke Leinefelde–Treysa und der Bahnstrecke Göttingen–Bebra, ermöglicht direkte Fahrten Eschwege Stadtbahnhof–Göttingen (2009)
- Bahnstrecke Weißig–Böhla: Verknüpfung der Bahnstrecken Leipzig–Dresden bei Weißig und Berlin–Dresden bei Böhla (2010) zur Trennung von Regional- und Fernverkehr
- Südkurve Laupheim: Anbindung der Bahnstrecke Laupheim West–Schwendi an die Bahnstrecke Ulm–Friedrichshafen in Richtung Biberach im Bereich des Bahnhof Laupheim West (2011)
- Verbindung der Bahnstrecke Gera Süd–Weischlitz mit der Bahnstrecke Leipzig–Probstzella im neu angelegten Bahnhof Wolfsgefärth zur Stilllegung eines Teilabschnittes der Bahnstrecke Gera Süd–Weischlitz (2016)
- Neufahrner Kurve: Verbindungskurve zwischen der Bahnstrecke München–Regensburg und der Neufahrner Spange zur Schaffung einer direkten Schienenanbindung Ostbayerns an den Flughafen München (2018)
- Verbindung zwischen Dornap-Hahnenfurth und Wuppertal-Vohwinkel (2020)

## Geplante Neubaustrecken

### Vogelfluglinie
Nach dem Ergebnis des Raumordnungsverfahrens im Mai 2014 ist zur Anbindung des Fehmarnbelttunnels – abweichend von der bisherigen Planung – eine Neubaustrecke von etwa 55 Kilometer Länge vorgesehen. Sie verläuft zwischen Bad Schwartau und Oldenburg (Holst) nahe der Bundesautobahn 1.

### Frankfurt–Mannheim
Die geplante Strecke soll die bestehenden Neubaustrecken Köln–Rhein/Main (Frankfurt Hbf bzw. Flughafen Fernbahnhof) sowie Mannheim–Stuttgart verbinden und für eine Geschwindigkeit von 300 km/h ausgelegt werden.
Am 2. Februar 2007 wurde zu einem der seit Jahren strittigen Punkte – der Anbindung von Darmstadt – ein Kompromiss zwischen der Deutschen Bahn und dem Regierungspräsidium Darmstadt bekanntgegeben. Darmstadt wird über eine eingleisige Abzweigstrecke an die neue Schnellfahrstrecke angeschlossen, über die stündlich pro Richtung ein Zug nach Darmstadt Hbf fahren soll. Damit sind die ebenfalls debattierten Lösungen einer Führung der Strecke direkt über Darmstadt Hauptbahnhof bzw. einer kompletten Abkopplung von Darmstadt vom schnellen Fernverkehr zunächst vom Tisch.
Die Inbetriebnahme der Neubaustrecke ist „nach 2030“ geplant.

### Gelnhausen–Fulda
Die Kinzigtalbahn zwischen Hanau und Fulda gehört mit bis zu 300 täglich verkehrenden Zügen zu den am stärksten befahrenen Bahnstrecken Deutschlands. Während der Abschnitt Hanau–Gelnhausen viergleisig ausgebaut werden soll, soll der Abschnitt Gelnhausen–Fulda durch eine Neubaustrecke entlastet werden. Die 44 km lange Strecke mit einem Tunnelanteil von zwei Dritteln soll bei Kalbach südlich von Fulda in die bestehende Schnellfahrstrecke Hannover–Würzburg einfädeln.

### Fulda–Gerstungen
Die ca. 40 km lange Neubaustrecke soll nördlich von Fulda von der Schnellfahrstrecke Hannover–Würzburg abzweigen und östlich von Bebra auf die Bestandsstrecke von Bebra nach Erfurt einfädeln. Ziel ist eine Engpassbeseitigung zwischen Fulda und Bebra, wo sich wichtige Korridore des Güter- und Fernverkehrs überschneiden und die zweigleisige Bestandsstrecke mit dem Regionalverkehr teilen. Neben einer substanziellen Kapazitätserhöhung für alle Verkehrsarten wird im Fernverkehr außerdem eine Fahrzeitverkürzung zwischen Fulda und Erfurt von mindestens zehn Minuten angestrebt.

### Hannover–Bielefeld
Um die im Deutschland-Takt vorgesehene Reduzierung der Fahrzeit zwischen Bielefeld und Hannover von derzeit 51 auf 31 Minuten zu erreichen, ist eine mit 300 km/h befahrbare Neubaustrecke geplant.

### Hannover–Hamburg
Zur Entlastung der bestehenden Bahnstrecke zwischen Hannover und Hamburg und zum Erreichen der im Deutschlandtakt vorgesehenen Kantenfahrzeit von 59 Minuten zwischen Hamburg Hauptbahnhof und Hannover Hauptbahnhof bzw. 63 Minuten mit Halt in Hamburg-Harburg werden im Rahmen der Aus-/Neubaustrecke zwei zusätzliche durchgehende Gleise geplant. Wie sich diese Strecke gestaltet, ist aktuell noch Gegenstand des Planungsprozesses. Es sind jedoch Neubaustreckenanteile notwendig, um die gesetzlichen Rahmenbedingungen zu erfüllen.

### Nürnberg–Würzburg
Zur Entlastung der bestehenden Bahnstrecke Fürth–Würzburg ist eine für 300 km/h ausgelegte Neubaustrecke geplant. Sie soll gemäß dem zweiten und dritten Gutachtenentwurf des Deutschlandtaktes eine Fahrzeit zwischen Nürnberg und Würzburg von 29 Minuten ermöglichen.

### Dresden–Prag
Die geplante Schnellfahrstrecke Dresden–Prag (Neubaustrecke Heidenau–Ústí nad Labem mit Weiterführung bis Prag) ist eine mögliche hochgeschwindigkeitstaugliche Mischverkehrsstrecke für den grenzüberschreitenden Eisenbahnverkehr zwischen Deutschland und Tschechien. Neben der Verkürzung der Fahrzeit zwischen Dresden und Prag von über zwei Stunden auf weniger als eine Stunde würde die Strecke die stark mit Güterverkehr belastete Bestandsstrecke entlasten, welche die einzige elektrifizierte Verbindung über die deutsch-tschechische Grenze darstellt.

### Ulm–Augsburg
Um eine für den Deutschlandtakt notwendige Fahrzeitverkürzung zwischen Ulm und Augsburg auf 26 Minuten zu erreichen, ist eine rund 70 km lange und mit bis zu 300 km/h befahrbare Neubaustrecke geplant. Durch die Entmischung von schnellen und langsamen Zügen entstehen auf der Bestandsstrecke zusätzliche Kapazitäten für den Nah- und Güterverkehr. Der Fernverkehrshalt Günzburg soll bestehen bleiben, dazu sollen einige Fernverkehrszüge die Bestandsstrecke weiterhin befahren. Das Raumordnungsverfahren läuft seit 2023 und mündet in eine Vorzugsvariante, die 2025 dem Bundestag präsentiert werden soll.

### Brenner-Nordzulauf
Als nördliche Zulaufstrecke für den im Bau befindlichen Brennerbasistunnel ist auf deutscher Seite zwischen Grafing bei München und der Staatsgrenze bei Kiefersfelden eine Neubaustrecke geplant.